# Schwere Panzerabteilung 507
Lo schwere Panzerabteilung 507, comunemente abbreviato in s.Pz.Abt. 507 fu una delle principali unità corazzate d'élite delle Wehrmacht, e venne impegnata su diversi fronti come forza di pronto intervento.
Creato il 23 settembre 1943 con personale del I. Abteilung del Panzer-Regiment 4 della 13. Panzer-Division, l'unità ricevette tutti i propri Panzer VI Tiger I tra il dicembre 1943 e il febbraio 1944. Dopo il necessario periodo di addestramento il battaglione venne inviato sul Fronte Orientale nel marzo del 1944, dove venne impegnato in continui combattimenti contro le forze avanzanti dell'Armata Rossa.
Nel dicembre del 1944 il battaglione poteva contare su una forza di 55 Tiger, e con queste forze venne investito dall'offensiva invernale sovietica sul Tarnapol, nei pressi di Vicebsk e Narev: la cruenza dei combattimenti è dimostrata dal fatto che al 1º febbraio 1945 il battaglione poteva contare solamente su 7 carri, nessuno dei quali in grado di combattere.
Il 6 febbraio 1945, l'unità venne fatta pertanto rientrare al campo di addestramento di Sennelager, e riequipaggiata con i Panzer VI Tiger II. Gli ultimi giorni della guerra per il battaglione furono legati a una serie di scontri proprio nella zona di Senneläger contro i reparti della 3rd Armored Division statunitense.

## Comandanti
- Major Erich Schmidt (settembre 1943 - agosto 1944)
- Hauptmann Fritz Schöck (agosto 1944 - 8 maggio 1945)